# TSG Blau-Silber Gernsheim
Die Tanzsportgemeinschaft Blau-Silber Gernsheim e. V. ist ein Tanzsportverein mit dem Schwerpunkt im Garde- und Schautanz. Heimatstadt der TSG Blau-Silber ist die Schöfferstadt Gernsheim, auf der hessischen Seite des Rheins zwischen Worms und Mainz gelegen.

## Geschichte
Die Tradition des Gardetanzes reicht in Gernsheim bis weit in die 1950er Jahre zurück. Wie in dieser Zeit üblich, zierten die Gardetänze, manchmal etwas mehr und manchmal etwas weniger ernst vorgetragen, die lokalen Fastnachtsveranstaltungen. Dies änderte sich zu Beginn der 1990er, als engagierte Fastnachter dem damals vor sich hin dümpelnden Gardetanz neues Leben einhauchten. Sie gründeten einen Tanzsportverein, der zusätzlich zu den Fastnachtsveranstaltungen auch an Turnierwettbewerben teilnehmen sollte und stellten den Gardetanz in Gernsheim damit auf eine sportliche Basis.
In diesem Umfeld wurde die Tanzsportgemeinschaft Blau-Silber am 2. Mai 2001 als alternatives Tanzsportangebot gegründet. Zielsetzung war eine stärkere Betonung der sportlichen Aspekte, bei gleichzeitig modernen und transparenten Vereinsstrukturen.

## Auszeichnungen und Erfolge
Für die „beispielhafte Vereinsarbeit, die das Ansehen des Sports in der Gesellschaft steigert“ zeichnete das Land Hessen die TSG Blau-Silber bereits im Jahr 2003 mit dem Förderpreis des Landessportbundes aus. Der so genannte Heinz-Lindner-Preis wurde im Rahmen des Hessentages in Bad Arolsen überreicht.
Bereits ein Jahr nach Gründung stellte die TSG Blau-Silber in der Schülerklasse die Europameister im Gardetanz der Paare. Inzwischen blickt der Verein auf zahlreiche hessische, deutsche und europäische Meistertitel zurück. Bisheriger Höhepunkt war das Jahr 2007 mit insgesamt acht Deutschen Meistertiteln und sechs Europameisterschaften.

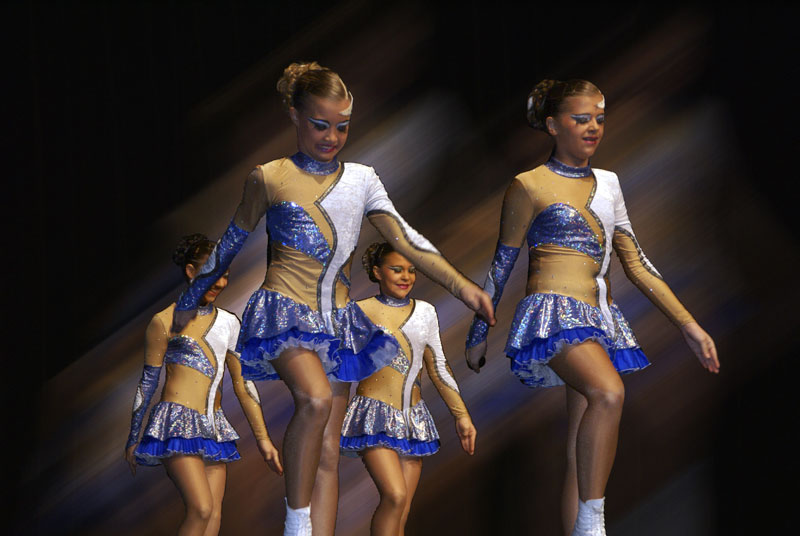
Formation Magic Spiders
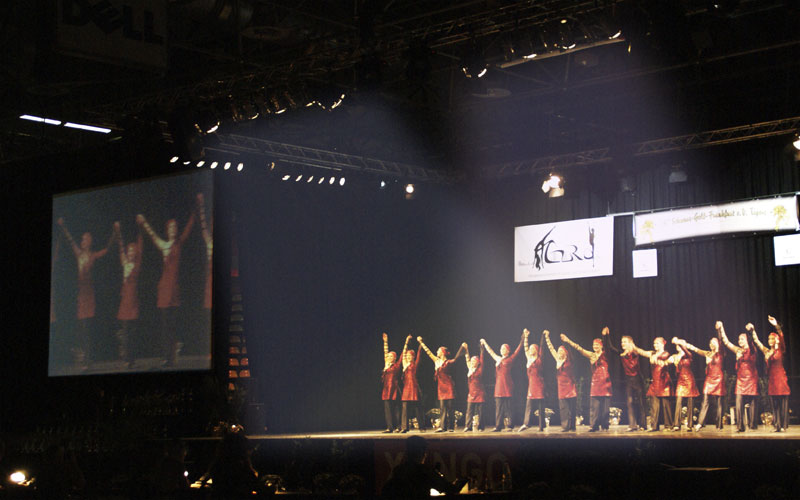
Europameisterschaft 2007
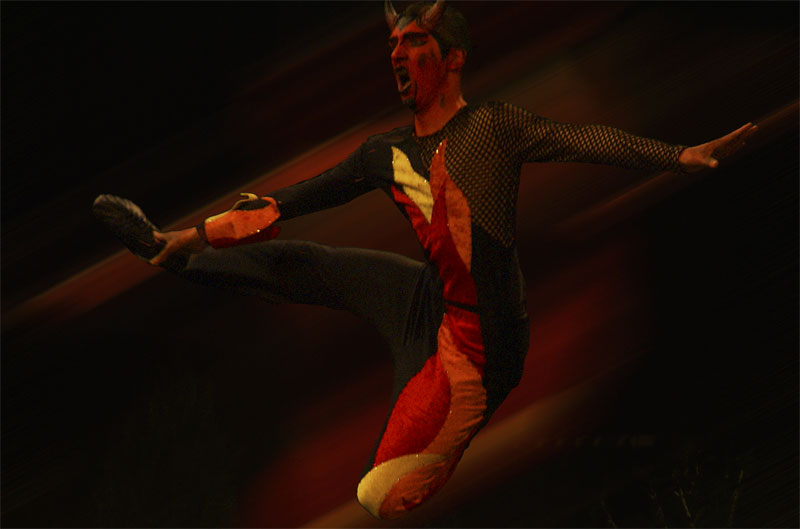
Mephisto Ron Meister
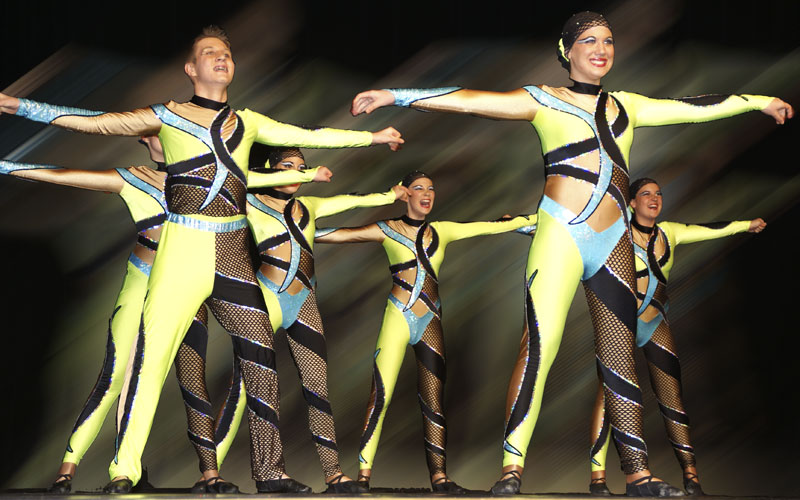
Formation Dancing Angels